# فيروس مارنا
فيروس مارنا (بالإنجليزية: Marnavirus)‏ هو الجنس الوحيد المعروف في عائلة فيروسات مارنا له فيريونات مستديرة وقفيصة غير مغطات مع تناظر عشروني الوجوه.
الجينوم غير مجزأة اٍيجابي ذو رنا أحادي السلسلة طوله حوالي 9000 نوكليوتيد.

## مادة مطبوعة
- ICTVdB Management (2006). 00.109.0.01. Marnavirus. In: ICTVdB - The Universal Virus Database, version 4. Büchen-Osmond, C. (Ed), Columbia University, New York, USA.

## وصلات خارجية
- نطاق فيروسي فيروسات مارنا